# Long Hương
Long Hương là một phường thuộc Thành phố Hồ Chí Minh, Việt Nam.

## Địa lý
Phường Long Hương nằm ở phía tây thành phố Bà Rịa, có vị trí địa lý:
- Phía đông giáp các phường Phước Hưng, Phước Hiệp và Phước Trung
- Phía tây giáp phường Kim Dinh
- Phía nam giáp thành phố Vũng Tàu
- Phía bắc giáp xã Tân Hưng và thị xã Phú Mỹ.

Phường có diện tích 14,85 km², dân số năm 2002 là 6.767 người, mật độ dân số đạt 456 người/km².

## Lịch sử
Sau năm 1975, Long Hương là một xã thuộc huyện Châu Thành cũ.
Ngày 8 tháng 12 năm 1982, Hội đồng Bộ trưởng ban hành Quyết định 192-HĐBT. Theo đó:
- Thành lập xã kinh tế mới Châu Pha trên cơ sở tách một phần diện tích và dân số của các xã Hắc Dịch và Long Hương
- Chuyển ấp Kim Hải của xã Phước Hòa về xã Long Hương quản lý.

Ngày 2 tháng 6 năm 1994, xã Long Hương thuộc thị xã Bà Rịa mới thành lập.
Ngày 22 tháng 10 năm 2002, Chính phủ ban hành Nghị định 83/2002/NĐ-CP. Theo đó:
- Thành lập phường Long Hương trên cơ sở 1.485,1 ha diện tích tự nhiên và 6.767 người của xã Long Hương
- Thành lập phường Kim Dinh trên toàn bộ diện tích tự nhiên và dân số còn lại của xã Long Hương.